# 프리미에르 미니스트르
프리미메르 미니스트르(Премьер-министр)는 러시아의 음악 그룹이다. 그룹 이름은 "국무 총리"를 뜻한다. 

## 구성원
- 뱌체슬라프 보도리카 (Вячеслав Бодолика)
- 피테르 제이손 (Питер Джейсон)
- 잔 그리고리에프밀리메로프 (Жан Григорьев-Милимеров)
- 드미트리 란스코이 (Дмитрий Ланской)
- 타라스 뎀추크 (Тарас Демчук)
- 세르게이 데먀추크 (Сергей Демянчук)
- 뱌체슬라프 에시코프 (Вячеслав Еськов)
- 아마르후 보르후 (Амархуу Борхуу)
- 바실리 키레프 (Василий Киреев)